# Vila reial
Vila reial era un títol que el rei de la Corona d'Aragó concedia a certes poblacions de tot el regne que permetien que aquestes tinguessin representació i dret a vot a les Corts Catalanes pel braç reial a través d'un síndic o més representants, depenent de la població o influència que tenia. Aquest títol també oferia una sèrie de privilegis i beneficis a la localitat. Entre aquests privilegis es troben les autoritzacions de mercat i de fira, i el dret que el rei es pogués allotjar a la localitat. Aquest fet també comportava que la vila passés a dependre directament del rei i no de cap altre noble.

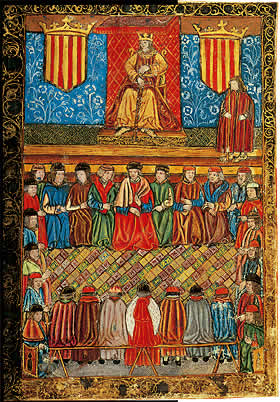
Les Corts Catalanes, que representaven a través del braç reial les viles reials.

## Viles reials a la Corona d'Aragó[2]

### Catalunya

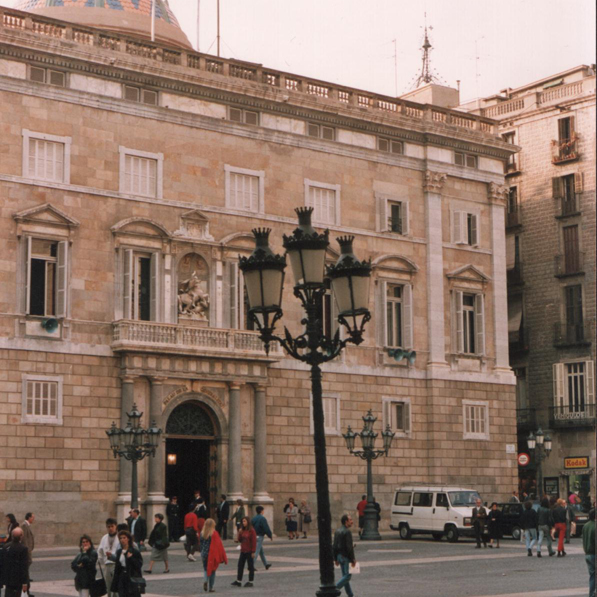
El Palau de la Generalitat, lloc on es reunien diputats catalans del braç reial que representaven les viles reials del Principat.

#### Barcelona
- Barcelona
- Vilafranca del Penedès
- Vic
- Igualada
- Manresa
- Berga
- Caldes de Montbui
- Piera

#### Tarragona
- Tarragona
- Tortosa
- Montblanc
- l'Arboç
- Cambrils
- Sarral

#### Catalunya Nord
- Perpinyà
- Vilafranca de Conflent
- Colliure
- Argelers
- el Voló

#### Girona
- Girona
- Besalú
- Figueres
- Puigcerdà
- Camprodon
- Torroella de Montgrí

#### Lleida
- Lleida
- Cervera
- Tàrrega
- Balaguer
- Agramunt

### País Valencià

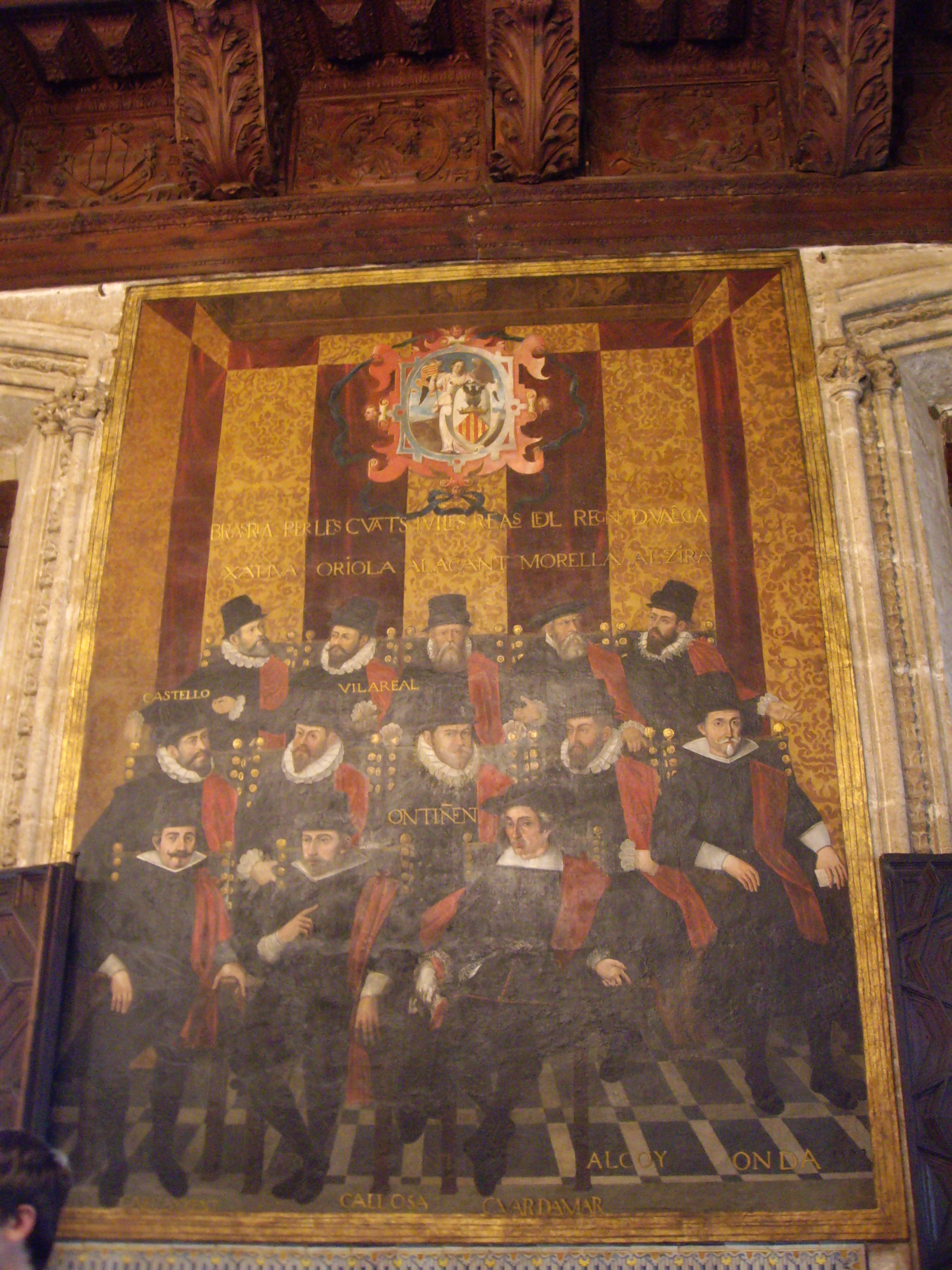
El Braç reial de les Corts Valencianes representava a les viles reials del País Valencià i la ciutat de València (no representada).

#### Castelló
- Castelló
- Morella
- Vila-real
- Onda

#### València
- València
- Xàtiva

- Alzira

- Carcaixent
- Ontinyent

#### Alacant

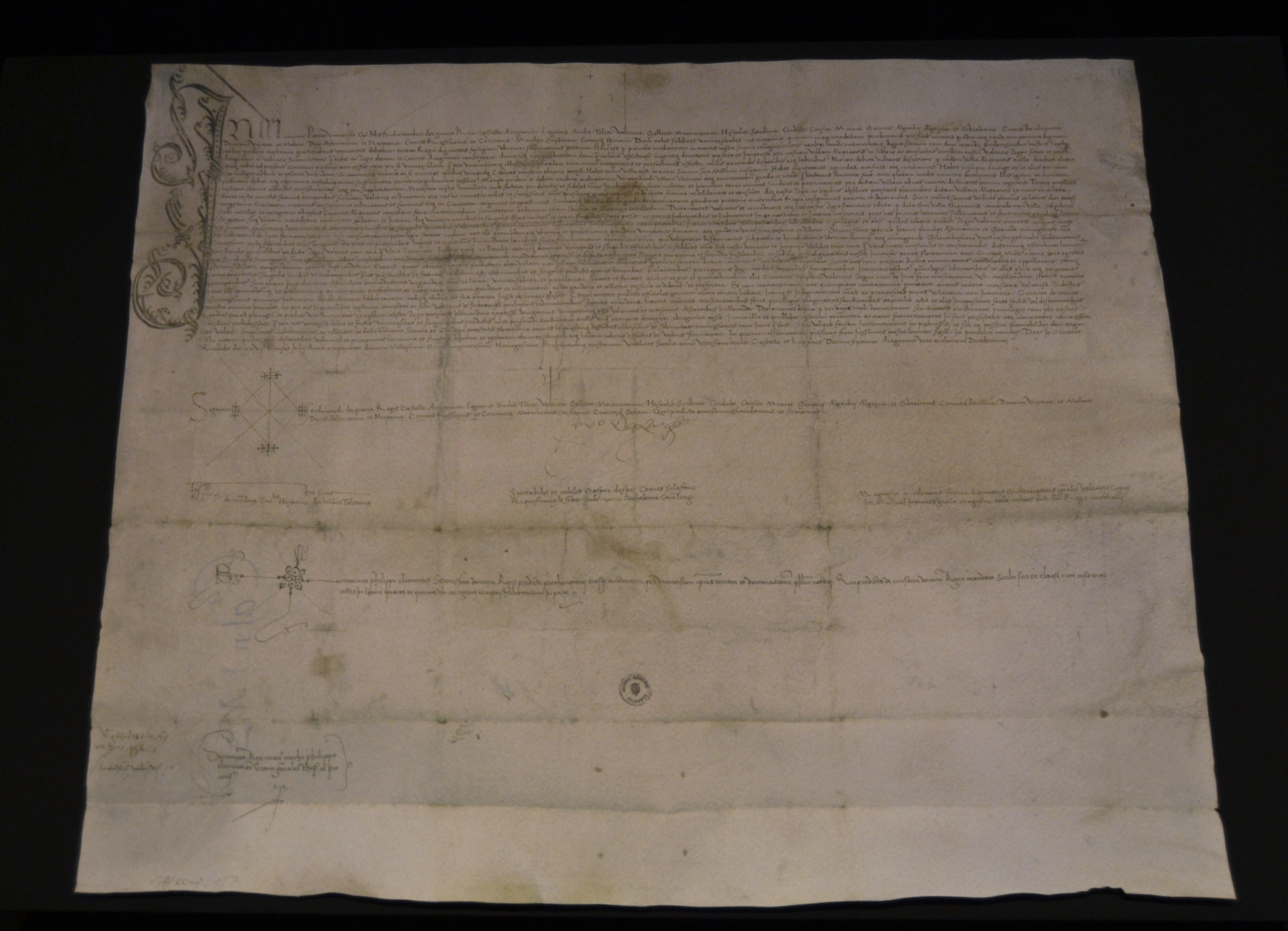
Carta reial on es fa la concessió de vila reial a la vila d'Alacant i a la vegada de ciutat.

- AlacantCarta reial on es fa la concessió de vila reial a la vila d'Alacant i a la vegada de ciutat.
- Alcoi
- Oriola
- Guardamar
- Callosa
- La Vila Joiosa